# Encontro (astronáutica)

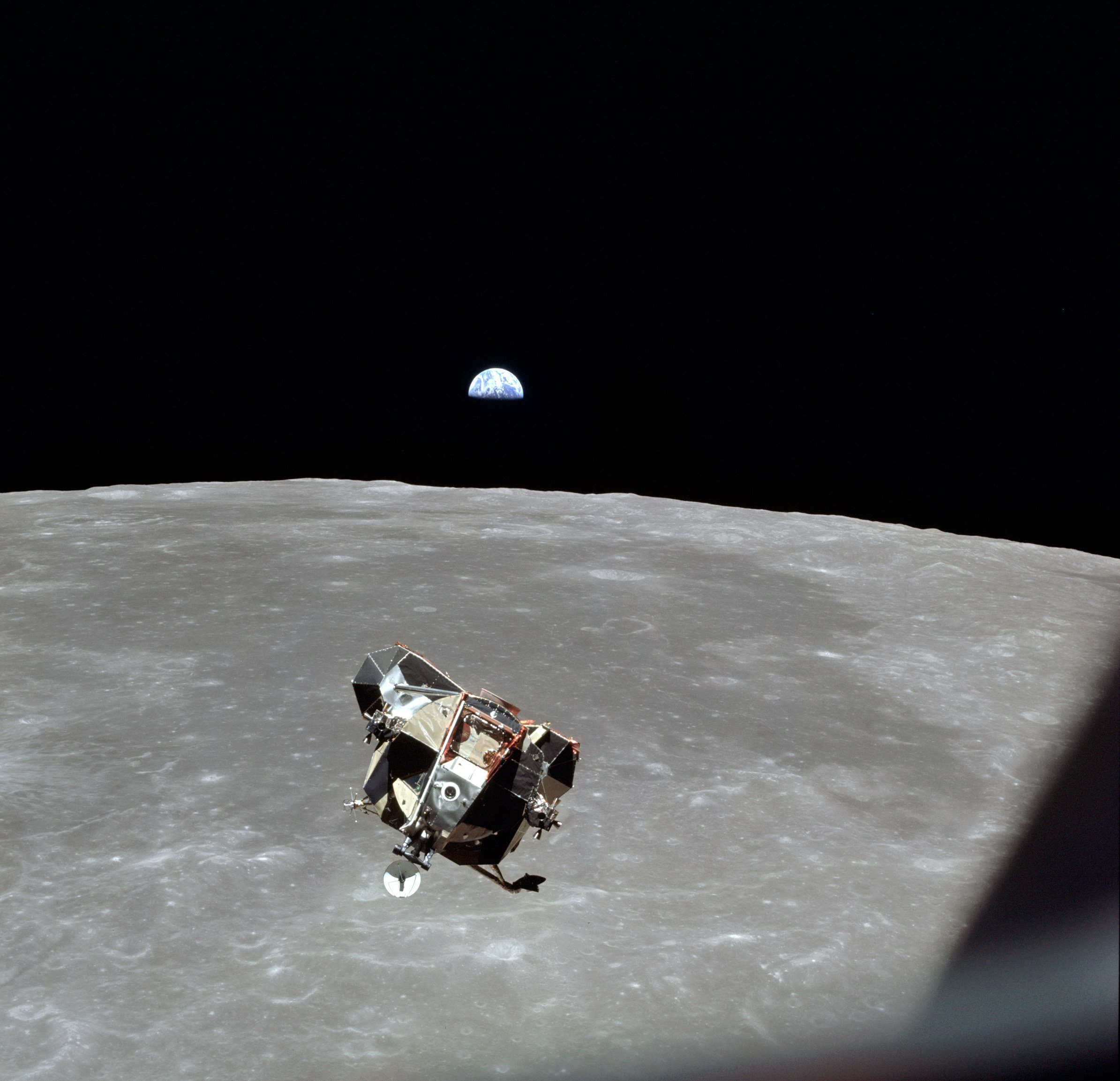
O módulo Lunar da missão Apollo 11, em processo de aproximação com o módulo de controle, para resgatar os astronautas e trazê-los de volta a Terra.

Encontro ou Aproximação — é um conjunto de manobras orbitais durante o qual dois veículos espaciais, uma das quais é frequentemente uma estação espacial, chegam ao mesmo órbita e abordagem a uma distância muito próxima (por exemplo, dentro contato visual). O encontro requer uma combinação precisa das velocidades orbitais e vetores de posição das duas espaçonaves, permitindo que permaneçam a uma distância constante por meio da manutenção da estação orbital. O encontro pode ou não ser seguido de atracação ou atracação, procedimentos que colocam a espaçonave em contato físico e criam uma ligação entre eles.
A mesma técnica de encontro pode ser usada para espaçonaves "pousando" em objetos naturais com um campo gravitacional fraco, por exemplo, pousar em uma das luas marcianas exigiria a mesma combinação de velocidades orbitais, seguida por uma "descida" que compartilha algumas semelhanças com a ancoragem.

## História

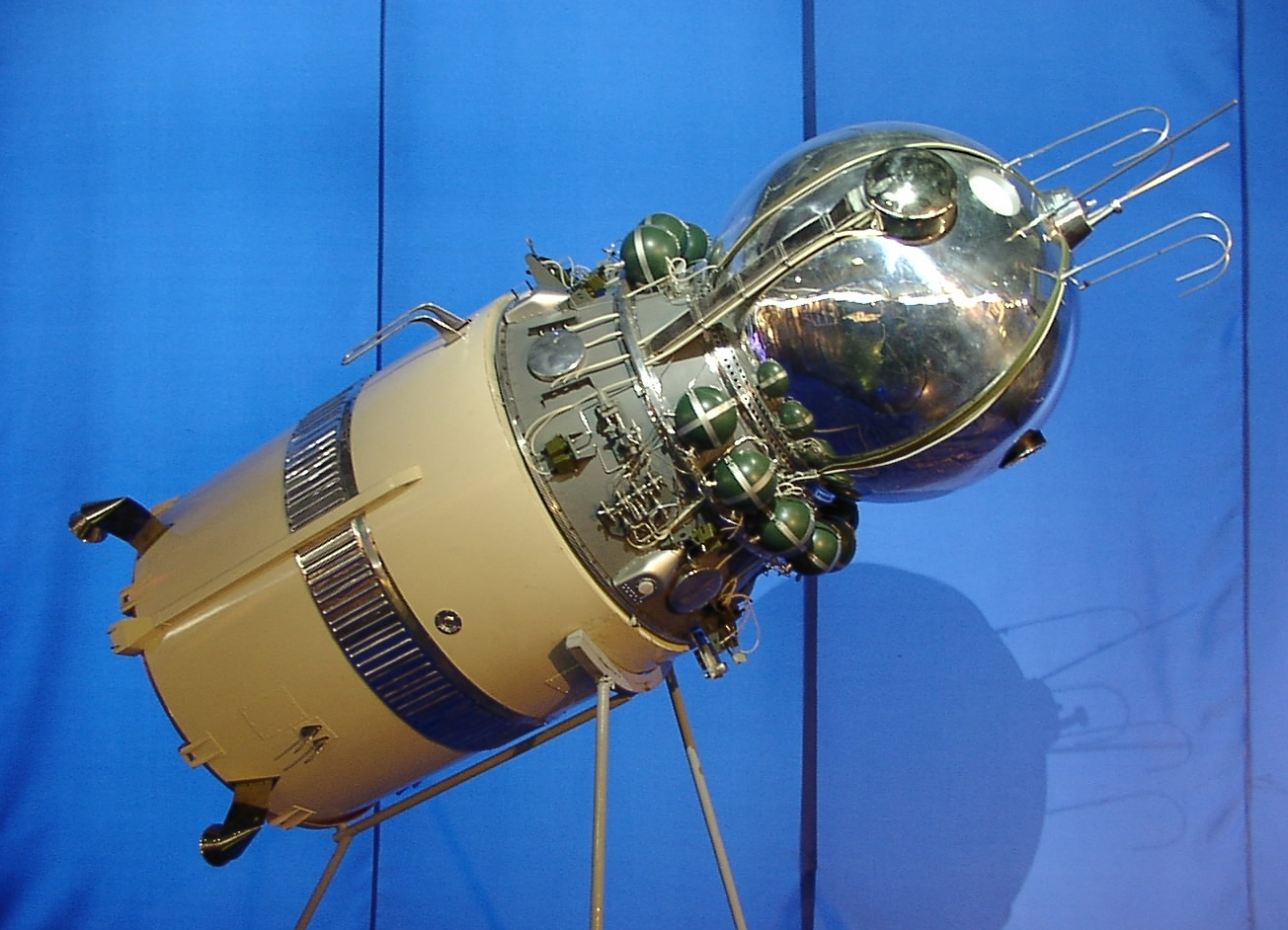
Vostok

Em seu primeiro programa de voo espacial humano, Vostok, a União Soviética lançou pares de naves espaciais da mesma plataforma de lançamento, com um ou dois dias de intervalo (Vostok 3 e 4 em 1962 e Vostok 5 e 6 em 1963). Em cada caso, os sistemas de orientação dos veículos de lançamento inseriram as duas naves em órbitas quase idênticas; no entanto, isso não era preciso o suficiente para alcançar o encontro, já que o Vostok não tinha propulsores de manobra para ajustar sua órbita para coincidir com a de seu gêmeo. As distâncias de separação iniciais estavam na faixa de 5 a 6,5 quilômetros (3,1 a 4,0 mi), e lentamente divergiram para milhares de quilômetros (mais de mil milhas) ao longo das missões.
Em 1963, Buzz Aldrin apresentou sua tese de doutorado intitulada Técnicas de orientação em linha de visão para encontros orbitais tripulados. Como astronauta da NASA, Aldrin trabalhou para "traduzir a complexa mecânica orbital em planos de voo relativamente simples para meus colegas".

### A primeira tentativa falhou
A primeira tentativa de encontro foi feita em 3 de junho de 1965, quando o astronauta americano Jim McDivitt tentou manobrar sua nave Gemini 4 para encontrar o estágio superior do veículo de lançamento Titan II. McDivitt não foi capaz de se aproximar o suficiente para manter a posição, devido a problemas de percepção de profundidade e ventilação do propulsor de estágio que o manteve movendo-se. No entanto, as tentativas do Gemini 4 de encontro foram malsucedidas em grande parte porque os engenheiros da NASA ainda não aprenderam a mecânica orbital envolvidos no processo. Simplesmente apontar o nariz do veículo ativo para o alvo e empurrar não teve sucesso. Se o alvo estiver à frente na órbita e o veículo rastreador aumentar a velocidade, sua altitude também aumentará, na verdade afastando-o do alvo. A maior altitude aumenta o período orbital devido à terceira lei de Kepler, colocando o rastreador não apenas acima, mas também atrás do alvo. A técnica adequada requer a mudança da órbita do veículo de rastreamento para permitir que o alvo de encontro o alcance, ou seja, alcançado, e então no momento correto mudando para a mesma órbita do alvo sem movimento relativo entre os veículos (por exemplo, colocando o rastreador em uma órbita mais baixa, que tem um período orbital mais curto permitindo que ele o alcance, de volta à altura orbital original). 
Como o engenheiro GPO André Meyer comentou mais tarde: "Há uma boa explicação para o que deu errado com o encontro". A tripulação, como todo mundo na MSC, "simplesmente não entendia ou raciocinava sobre a mecânica orbital envolvida. Como resultado, todos nós ficamos muito mais inteligentes e realmente aperfeiçoamos as manobras de encontro, que a Apollo agora usa".  

### Primeiro encontro bem-sucedido

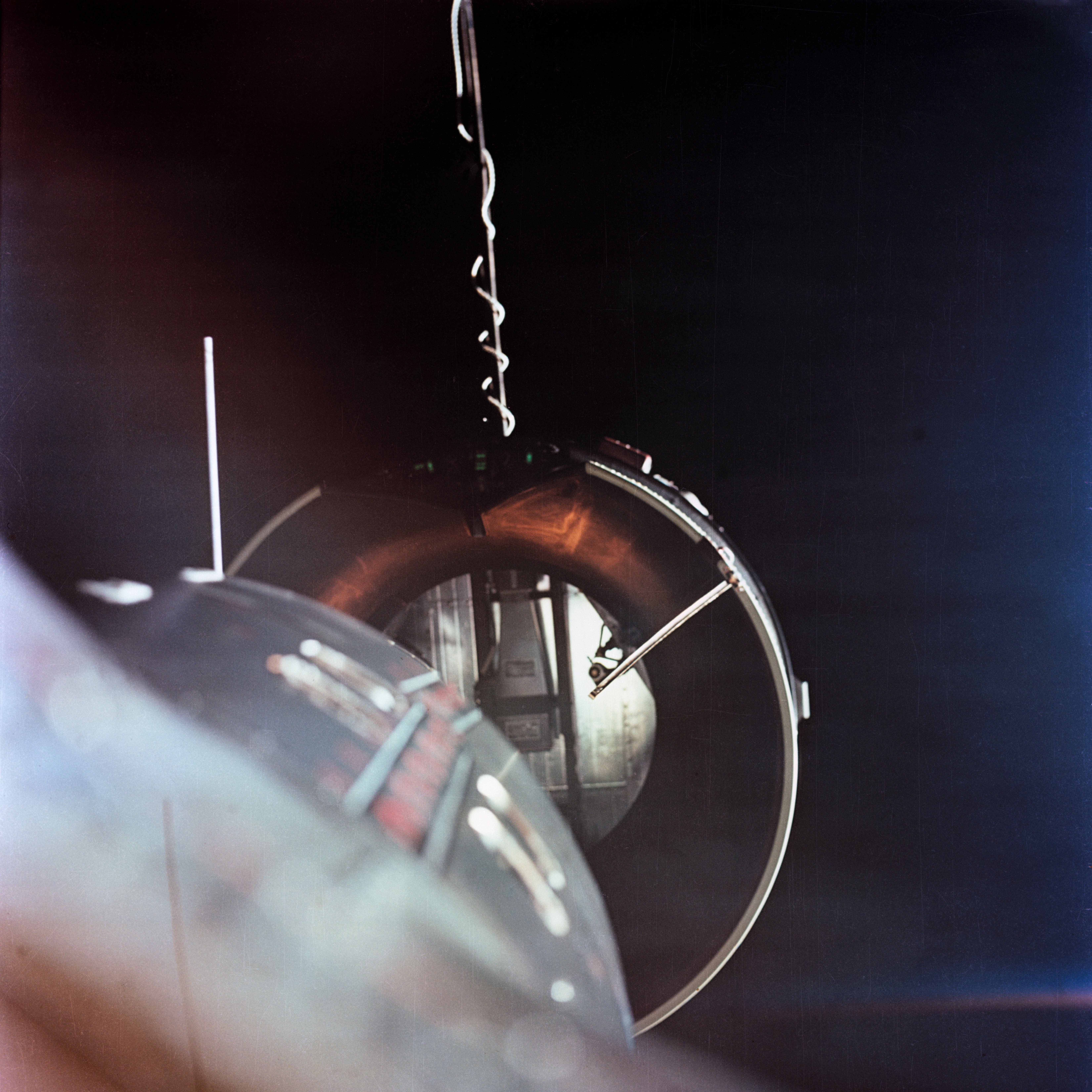
Gemini VIII atraca com seu Veículo Alvo Agena

O encontro foi realizado com sucesso pelo astronauta americano Wally Schirra em 15 de dezembro de 1965. Schirra manobrou a espaçonave Gemini 6 a 30 cm de sua nave irmã Gemini 7. As espaçonaves não foram equipadas para atracar umas com as outras, mas mantiveram a posição por mais de 20 minutos. Schirra comentou mais tarde: 
Alguém disse ... quando você chega a 5 km, você se encontrou. Se alguém acha que conseguiu um encontro a três milhas (5 km), divirta-se! Foi então que começamos nosso trabalho. Eu não acho que o encontro acabou até que você esteja parado - completamente parado - sem nenhum movimento relativo entre os dois veículos, a um alcance de aproximadamente 120 pés (37 m). Isso é encontro! A partir daí, é a manutenção da posição. É quando você pode voltar e jogar o jogo de dirigir um carro ou um avião ou empurrar um skate - é simples assim.
Ele usou outro exemplo para descrever a diferença entre as realizações das duas nações:
[O encontro na Rússia] foi um olhar de passagem - o equivalente a um homem caminhando por uma rua principal movimentada, com muito tráfego passando e ele avista uma linda garota andando do outro lado. Ele vai 'Ei, espere', mas ela se foi. Isso é um olhar passageiro, não um encontro. Agora, se aquele mesmo homem pode cortar todo aquele tráfego e mordiscar a orelha daquela garota, agora é um encontro!